# Rahile Dawut
Rahile Dawut (chinês: 热 依 拉 · 达 吾 提; pinyin: Rèyīlā Dáwútí; Uyghur: راھىلە داۋۇت; nascida em 1966) foi uma professora da Universidade de Sinquião na região autônoma uigur de Sinquião, China, e é internacionalmente reconhecido como um especialista em folclore e tradições Uigur. Ela recebeu prêmios e bolsas do Ministério da Cultura da China e é a fundadora de um instituto de folclore. Ela é suspeita de estar detida por autoridades estaduais em local não revelado. Ela foi desaparecida pelo governo chinês em 2017 e não foi vista desde então.Sentenciado à prisão perpétua pelo governo chinês em dezembro de 2018.

## Juventude e carreira
Ela é membro do Partido Comunista Chinês há mais de 30 anos. Lecionou na Universidade de Sinquião antes de sua detenção. Na Universidade de Sinquião, ela fundou o Centro de Pesquisa Folclórica de Minorias e atuou como sua diretora. Publicou vários artigos e livros importantes.

## Desaparecimento
Em dezembro de 2017, a professora Rahile contou a um parente sobre seus planos de viajar de Ürümqi para Pequim. Desde então, porém, sua família e amigos perderam o contato com ela. A família e os amigos da professora Dawut anunciaram seu desaparecimento em agosto de 2018. Em 2018, soube-se que ela estava nas mãos de autoridades chinesas. As autoridades estatais não divulgaram publicamente o paradeiro da Professora Rahile ou detalhes de seu bem-estar, acesso a aconselhamento jurídico ou quaisquer acusações contra ela. A família da professora Rahile, junto com grupos de direitos humanos, suspeita que ela esteja entre o número crescente de uigures que teriam sido levados sob custódia pelas autoridades e estão sendo mantidos nos chamados "campos de reeducação", em prisões ou em outras instalações de detenção.
Ela foi um dos vários intelectuais proeminentes visados como parte da campanha da China para apagar a identidade uigur.

## Prêmio em 2020
Rahile recebeu o prêmio Coragem de Pensar para o ano de 2020 pela Scholars at Risk. A filha de Rahile, Akida Pulat, recebeu o prêmio em nome de sua mãe.